# IC 3361
IC 3361 ist eine elliptische Zwerggalaxie vom Hubble-Typ dE4 im Sternbild Jungfrau nördlich der Ekliptik. Sie ist schätzungsweise 54 Millionen Lichtjahre von der Milchstraße entfernt.
Das Objekt wurde am 10. Mai 1904 vom US-amerikanischen Astronomen Royal Harwood Frost entdeckt.